# Frank Julian Sprague
Frank Julian Sprague (Milford, 25 de julho de 1857 — 25 de outubro de 1934) foi um oficial da marinha e inventor estadunidense.